# Kotelcephalon
Kotelcephalon viatkensis
Genre
Espèce
Kotelcephalon est un genre éteint de thérapsides thérocéphales ayant vécu durant un stade contesté du Permien, dans ce qui est aujourd'hui la Russie européenne. Une seule espèce est connue, Kotelcephalon viatkensis, décrite pour la première fois en 1999 par le paléontologue russe Leonid Petrovitch Tatarinov à partir d'un crâne incomplet découvert dans la localité de Kotelnitch, près de la rivière Viatka, dans l'oblast de Kirov.
Bien qu'officiellement classé dans la famille des Scylacosauridae, les caractéristiques présentes dans crâne de l'animal poussent certains chercheurs à le déplacer dans sa propre famille, nommé Kotelcephalonidae.

## Description
La longueur du crâne est estimée à environ 14 centimètres, ce qui indique que l'animal devrait mesurer aux total 1 mètre.
Le museau mesure un peu moins de la moitié de la longueur du crâne. Les fosses temporales sont grandes et hautes, faisant profondément saillie dans la partie médiane des os pariétaux, où leur longueur est presque le double de celle des orbites. Les os postorbitalux n'ont aucun contact visible avec les squamosaux. L'os prépariétal est absent. L'os préfrontal fait  fortement saillie vers l'avant. Les os frontaux sont larges et les os pariétaux sont également plus larges que chez les scylacosauridés typiques, leur largeur étant deux fois plus large que la largeur interorbitaire du crâne. La crête sagittale est absente et l'ouverture pinéale est grande. Il y a des os postérieurs. L'occiput est profondément concave. Les apophyses transverses des ptérygoïdes sont légèrement antérieures au niveau des arcs postorbitaires ; leurs dents sont bien développées. Il existe également des dents du groupe ptérygoïdien antérolatéral. 
Les dents de la mâchoire sont quelque peu épaissies. Les crocs sont relativement courts, dépassant légèrement 10 à 12 millimètres.